# 真夏の夜の匂いがする
「真夏の夜の匂いがする」（まなつのよるのにおいがする）は、あいみょんのメジャー8枚目のシングル。ワーナーミュージック・ジャパン内のレーベル「unBORDE」から2019年7月24日に発売された。

## 概要
前作『ハルノヒ』より約3ヶ月ぶりのリリース。
本作は、TBS系火曜ドラマ『Heaven? 〜ご苦楽レストラン〜』の主題歌として書き下ろされた楽曲。
アートワークはとんだ林蘭が手がけたもので、本作の発売に先行して公開された「very short movie」の映像とともに撮影された。楽曲のイメージに合わせて、夜の公園をイメージして撮影された。
裏ジャケットには、英題「The Smell of a Midsummer Night」が記載されている。
タワーレコード購入者特典として数量限定でA5サイズのクリアファイルが付属した。
8月2日に放送されたTBS系『A-Studio』ゲスト出演した際に、本作のスペシャル・バージョンを披露した。　

## ミュージック・ビデオ
本作のミュージック・ビデオは山田智和監督の下、旧石川組製糸西洋館で撮影が行なわれた。
ミュージック・ビデオは、あいみょんが1本の網に吊された状態で登場するところからはじまり、うす暗い洋館の中で本作を歌唱するシーンが随所に差し込まれながら、スーツ姿のダンサーが独特なダンスを繰り広げるという内容になっている。撮影時の感想について、「いつになくワクワクした撮影だった」とコメントしている。

## チャート成績
7月23日付のオリコンデイリーシングルランキングで初登場14位を記録し、8月5日付のオリコン週間シングルランキングで最高18位にランクインした。
7月24日にプランテックよりラジオ・オンエアチャートで1位を獲得した。

## 収録曲
| 全作詞・作曲: あいみょん。 |                                        |            |            |                        |      |
| #                          | タイトル                               | 作詞       | 作曲・編曲 | 編曲                   | 時間 |
| 1.                         | 「真夏の夜の匂いがする」               | あいみょん | あいみょん | 立崎優介、田中ユウスケ | 3:53 |
| 2.                         | 「テレパしい」                         | あいみょん | あいみょん | 関口シンゴ             | 4:18 |
| 3.                         | 「真夏の夜の匂いがする」(Instrumental) | あいみょん | あいみょん |                        | 3:53 |
| 合計時間:                  | 合計時間:                              | 合計時間:  | 12:04      |                        |      |

## 参加ミュージシャン
| 真夏の夜の匂いがする - あいみょん : Vocal & Acoustic Guitar - 八橋義幸 : Electric Guitar - みどりん（SOIL&"PIMP"SESSIONS）：Drums - 高桑圭 : Bass | テレパしい - あいみょん : Vocal - 関口シンゴ : Guitar & All Other Instruments |